# Phyciodes mylitta
Espèce
Phyciodes mylitta ou Phyciodes mylittus est une espèce d'insectes lépidoptères (papillons) de la famille des Nymphalidae, de la sous-famille des Nymphalinae et du genre Phyciodes.

## Dénomination
Phyciodes mylitta a été nommé par William Henry Edwards en 1861.
Synonymes : Melitaea mylitta Edwards, 1861.

### Sous-espèces
- Phyciodes mylitta mylitta
- Phyciodes mylitta arida (Skinner, 1917) en Arizona.
- Phyciodes mylitta arizonensis Bauer, 1975 ; en Arizona.
- Phyciodes mylitta mexicana Hall, 1928 ; dans l'est du Mexique.
- Phyciodes mylitta thebais Godman et Salvin, 1878 ; dans l'ouest du Mexique et au Guatemala[1].

### Noms vernaculaires
Phyciodes mylitta se nomme Mylitta Crescentspot en anglais.

## Description
Phyciodes mylitta est un papillon au  dessus orange à bordure marron avec des lignes marron dessinant. Sur le dessus les ailes antérieures présentent une large bordure marron puis entre des veines marron et des lignes marron formant une ornementation de damiers. Les ailes postérieures présentent une ligne submarginale de chevrons orange dans la bordure marron et une ligne de points marron dans de grands damiers orange.
Le revers est plus clair, avec des antérieures à damiers jaunes et orangés et des postérieures à damiers ocre clair et sable avec une ligne submarginale de petits points marron.
Son envergure est comprise entre 30 et 38 mm.

### Chenille
La chenille, épineuse, de couleur noire est ornée de points et de lignes jaunes.

## Biologie

### Période de vol et hivernation
Au Canada Phyciodes mylitta vole en une seule génération en juin et juillet.
Il hiverne au stade de chenille.

### Plantes hôtes
Les plantes hôtes des chenilles sont des Cirsium, Silybum marianum et Carduus pycnocephalus.

## Écologie et distribution
Il est présent dans tout l'ouest de l'Amérique du Nord, au Canada dans le sud de la Colombie-Britannique et tout l'ouest des États-Unis jusqu'à l'ouest du Montana, du Wyoming, le Colorado et au sud le sud de la Californie, de l'Arizona et du Nouveau-Mexique et jusqu'au Mexique dans la région de Mexico.

### Biotope
Il réside dans toutes les zones où poussent des chardons.

### Protection
Pas de statut de protection particulier.

### Liens taxonomiques
- (en) Tree of Life Web Project : Phyciodes mylitta
- (fr + en) ITIS : Phyciodes mylitta  (W. H. Edwards, 1861)
- (en) NCBI : Phyciodes mylitta (taxons inclus)